# Ispitivač operacionih pojačavača
Ispitivač operacionih pojačavača ispituje ispravnost operacionih pojačavača, prije nego li ih upotrijebimo.
Da bi realizovali uređaj za ispitivanje, potrebno nam je par kondenzatora i otpornika, zvučnik i izvor simetričnog napajanja. Operacioni pojačavač je u kolu povezan kao oscilator, sa pravouglim izlaznim naponom. Kada se zatvori prekidač u kolu, u zvučniku će se čuti ton, a napon na izlazu će biti oko 7V. Treba imati u vidu da elektronski voltmetar pokazuje polovinu napona međuvršnih vrijednosti. Frekvenciju oscilatora možemo lako mijenjati zamjenom bilo kog od elemenata R2 ili C1, jer je njima određena vremenska konstanta.
Ispitivač se može realizovati i pomoću svjetlećih indikatora, par LED dioda, koje se ubacaju u kolo umjesto prekidača, zvučnika i otpornika R4 i R5. Sa LED diodama se redno vezuju diode od silicijuma. Ako se na izlazu postavi samo jedna LED dioda, ona će svjetljeti pri svakom pozitivnom impulsu.